# エアフォース・ユナイテッドFC
エアフォース・セントラル・フットボールクラブ（タイ語: แอร์ฟอร์ซ เซ็นทรัล เอฟซี, 英語: Air Force Central Football Club）は、タイ王国のパトゥムターニー県を本拠としていたサッカークラブ。2019年シーズン終了後に本拠地を移転してウタイターニーFCとなった。

## 歴史
1946年、エアフォース・ユナイテッドFCはタイ王国空軍のサッカークラブ「ロイヤル・タイ・エアフォースFC」として創設された。
1987年、1回目のタイ・リーグカップで優勝し、初代チャンピオンになった。
1990年代半ばから黄金時代を迎え、1994年から2001年までの8年間で7個の主要タイトルを獲得した（タイ・プレミアリーグ2回、タイFAカップ3回、コー・ロイヤルカップ1回、リーグカップ1回）。
2009年、ロイヤル・タイ・エアフォースFCからエアフォース・ユナイテッドFCに改称した。
2013年、Group Aviaがスポンサーになり、クラブ名はエアフォースAVIA FCに変更された。
2014年、セントラル・グループがスポンサーになり、クラブ名はエアフォース・セントラルFCに変更された。
2019年末にクラブの運営権が売却され、新オーナーのChada Thaisetは本拠地をウタイターニー県に移転してとクラブ名をウタイターニーFCに改称した。これによって空軍クラブとしての73年の歴史に終止符が打たれた。

## タイトル
- タイ・プレミアリーグ 優勝 (2) : 1997, 1999
- クイーンズカップ 優勝 (3) : 1970, 1974, 1982
- タイFAカップ 優勝 (3) : 1995, 1996, 2001
- タイ・リーグカップ 優勝 (2) : 1987, 1994
- タイ・ディヴィジョン1リーグ 優勝 (1) : 2013
- コー・ロイヤルカップ 優勝 (12) : 1952, 1953, 1957, 1958, 1959, 1960, 1961, 1962, 1963, 1967, 1987, 1996
- Khǒr Royal Cup 優勝 (16) : 1949, 1950, 1951, 1961, 1962, 1964, 1965, 1967, 1973, 1977, 1982, 1985, 1986, 1987, 1989, 1991
- Khor Royal Cup 優勝 (8) : 1966, 1970, 1971, 1983, 1985, 1986, 1987, 1990
- Ngor Royal Cup 優勝 (4) : 1966, 1984, 1986, 1988

出典

## 過去の成績
| シーズン | ディビジョン    | 順位 | FAカップ |
| -------- | --------------- | ---- | -------- |
| 1996-97  | プレミア        | 7位  | 優勝     |
| 1997     | プレミア        | 1位  |          |
| 1998     | プレミア        | 2位  |          |
| 1999     | プレミア        | 1位  |          |
| 2000     | プレミア        | 2位  |          |
| 2001-02  | プレミア        | 4位  | 優勝     |
| 2002-03  | プレミア        | 5位  |          |
| 2003-004 | プレミア        | 9位  |          |
| 2004-05  | ディヴィジョン1 |      |          |
| 2006     | ディヴィジョン1 |      |          |

| シーズン | ディビジョン               | 順位 | FAカップ |
| -------- | -------------------------- | ---- | -------- |
| 2007     | ディヴィジョン1・グループB | 3位  |          |
| 2008     | ディヴィジョン1            | 10位 |          |
| 2009     | ディヴィジョン1            | 6位  | 2回戦    |
| 2010     | ディヴィジョン1            | 6位  | 4回戦    |
| 2011     | ディヴィジョン1            | 13位 | 2回戦    |
| 2012     | ディヴィジョン1            | 9位  | 2回戦    |
| 2013     | ディヴィジョン1            | 1位  | 2回戦    |
| 2014     | プレミア                   | 19位 | 3回戦    |
| 2015     | ディヴィジョン1            |      |          |

## AFC主催大会成績
| 年度    | 大会                         | ラウンド | 対戦相手             | ホーム | アウェー | 合計 |
| ------- | ---------------------------- | -------- | -------------------- | ------ | -------- | ---- |
| 1997-98 | アジアカップウィナーズカップ | 1回戦    | Melaka Telekom       | 0-0    | 2-1      | 2-1  |
| 1997-98 | アジアカップウィナーズカップ | 2回戦    | PSMマカッサル        | 1-2    | 0-0      | 1-2  |
| 2000-01 | アジアクラブ選手権           | 2回戦    | PSMマカッサル        | 0-5    | 1-6      | 1-11 |
| 2001-02 | アジアカップウィナーズカップ | 2回戦    | ホーム・ユナイテッド | 1-0    | 0-5      | 1-5  |

## 歴代所属選手
- ティーラシン・デーンダー 2005
- 宇留野純 2013
- リー・タック 2014
- 船山祐二 2015